# Antigone II Mattathiah
Pour les articles homonymes, voir Antigone II.
Antigone II Mattathiah, dit Antigone l’Hasmonéen, est le dernier fils d’Aristobule II et le dernier roi de la dynastie hasmonéenne. Il est né vers 80 av. J.-C. et mort en 37 av. J.-C.

## Biographie
Lorsque les Romains, devenus une grande puissance dans la région, succédèrent aux Séleucides, ils accordèrent au roi hasmonéen Hyrcan II, une autorité limitée, sous le contrôle du gouverneur romain de Damas. Les Juifs, hostiles au nouveau régime, multiplièrent les insurrections au cours des années suivantes. C’est Antigone II Mattathiah qui fit la dernière tentative de restaurer la gloire de la dynastie hasmonéenne.
En 42 av. J.-C. avec l'aide de Ptolémée Mennaeus Tétrarque de Chalcis, de Marion tyran de Tyr et avec la complaisance de Fabius gouverneur de Damas, Antigone envahit la Judée mais il est repoussé par Hérode le Grand qui gouvernait le pays pour le compte du faible Hyrcan II. Ce dernier pour remercier son sauveur et l'intégrer dans la famille royale lui accorde la main de Mariamme, sa petite-fille, également fille d'Alexandre fils d'Aristobule II.
Lorsque les Parthes envahissent la Syrie en 40 av. J.-C., ils aident Antigone, fils d’Aristobule II, à prendre le contrôle de la Judée et de Jérusalem. Le but du général parthe Pacorus Ier est de placer à la tête de la Judée un allié capable de défendre la Syrie au sud d’une éventuelle attaque des Romains à partir de l’Égypte.
Selon Flavius Josèphe, Antigone II avait promis aux Parthes que, s’ils arrivaient à supprimer Hérode le Grand avec son parti et à destituer Hyrcan II de ses fonctions de grand prêtre pour être intronisé à sa place, il leur donnerait mille talents et 500 femmes juives choisies dans l’entourage d’Hérode. Cette remarque illustre le parti pris anti-hasmonéen de la source sur laquelle Josèphe s’est basé pour composer son histoire. Il est généralement admis que pour cette période, les sources de Flavius Josèphe sont les écrits de Nicolas de Damas.

## Décès
En 37 av. J.-C., Antoine fit trancher la tête d'Antigone II Mattathias dans Antioche, il fut le premier Romain à faire périr un roi de la sorte. En se servant d’un tel supplice honteux pour un roi, Antoine pensait obscurcir la mémoire d’Antigone et adoucir l’aversion des Juifs contre Hérode le Grand. La mort d’Antigone II Mattathias mit fin au royaume des Hasmonéens qui devint un protectorat de l’Empire romain.